# Arizona Cardinals 2025
La stagione 2025 degli Arizona Cardinals sarà la 106ª della franchigia nella National Football League, la 38ª nello stato dell'Arizona e la terza con Jonathan Gannon come capo-allenatore.

## Scelte nel Draft 2025
| Scelte dei Cardinals nel Draft 2025 |        |                                   |                                   |                                   |                     |
| Giro                                | Scelta | Giocatore                         | Ruolo                             | College                           | Note                |
| 1                                   | 16     | Walter Nolen                      | DT                                | Ole Miss                          |                     |
| 2                                   | 47     | Will Johnson                      | CB                                | Michigan                          |                     |
| 3                                   | 78     | Jordan Burch                      | DE                                | Oregon                            |                     |
| 4                                   | 115    | Cody Simon                        | LB                                | Ohio State                        |                     |
| 5                                   | 152    | Scambiata con i Dallas Cowboys    | Scambiata con i Dallas Cowboys    | Scambiata con i Dallas Cowboys    |                     |
| 5                                   | 174    | Denzel Burke                      | CB                                | Ohio State                        | Dai Dallas Cowboys  |
| 6                                   | 191    | Scambiata con i Denver Broncos    | Scambiata con i Denver Broncos    | Scambiata con i Denver Broncos    |                     |
| 6                                   | 204    | Scambiata con i Dallas Cowboys    | Scambiata con i Dallas Cowboys    | Scambiata con i Dallas Cowboys    | Dai Dallas Cowboys  |
| 6                                   | 211    | Hayden Conner                     | OG                                | Texas                             | Dai Dallas Cowboys  |
| 7                                   | 225    | Kitan Crawford                    | S                                 | Nevada                            | Dai Jets via Chiefs |
| 7                                   | 230    | Scambiata con i Carolina Panthers | Scambiata con i Carolina Panthers | Scambiata con i Carolina Panthers |                     |

## Staff
| Staff degli Arizona Cardinals |
| --- |
| Organi dirigenziali - Proprietario/chairman/presidente – Michael Bidwill - General manager – Monti Ossenfort - Assistente general manager – Dave Sears - Vice presidente delle operazioni del football e strutture – Matt Caracciolo - Direttore del personale professionistico – Glen Fox - Vicee presidente del personale dei giocatori – Rob Kisiel - Assistente del direttore degli osservatori del college – Ryan Gold - Direttore dell'amministrazione del football – Matt Harriss Capo allenatore - Capo-allenatore – Jonathan Gannon - Assistente c.a./Coordinatore special team – Jeff Rodgers Altri allenatori - Direttore, prestazioni del football – Shea Thompson - Preparatore atletico – Evan Marcus - Assistente p.a. – Everrett Gathron - Assistente p.a. – Jason Benguche - Coordinatore scienza sportiva/assistente p.a. – Kyle Sammons - Coordinatore ricondizionamento senior – Buddy Morris Allenatori dell'attacco - Coordinatore offensivo - Drew Petzing - Quarterback – Israel Woolfork - Running back – Autry Denson - Coordinatore gioco sui passaggi/wide receiver – Drew Terrell - Tight end – Ben Steele - Offensive line – Justin Frye - Assistente offensive line – Chris Cook - Specialista gioco sui passaggi – Connor Senger - Controllo qualità attacco – Blaine Gautier Allenatori della difesa - Coordinatore difensivo – Nick Rallis - Defensive line – Winston DeLattiboudere III - Linebacker – Cristian Garcia - Outside linebacker – Matt Feeney - Defensive back – Patrick Toney - Cornerback – Ryan Smith - Controllo qualità difesa – Ronald Booker - Controllo qualità difesa – Alec Osborne Allenatori dello special team - Assistente special team – Sam Sewell |

## Roster
| Roster degli Arizona Cardinals |
| --- |
| Quarterback - 1 Kyler Murray - 15 Clayton Tune Running Back - 33 Trey Benson - 6 James Conner - 20 DeeJay Dallas - 31 Emari Demercado Wide Receiver - 4 Greg Dortch - 18 Marvin Harrison Jr. - 10 Chris Moore - 0 Zach Pascal - 89 Xavier Weaver - 14 Michael Wilson Tight End - 84 Elijah Higgins - 85 Trey McBride - 87 Tip Reiman - 81 Travis Vokolek Offensive Linemen - 74 Isaiah Adams G - 68 Kelvin Beachum T - 62 Evan Brown C - 63 Trystan Colon C - 72 Hjalte Froholdt G - 59 Jon Gaines II G - 76 Will Hernandez G - 70 Paris Johnson Jr. T Defensive Linemen - 91 L.J. Collier DE - 93 Justin Jones NT - 98 Roy Lopez NT - 92 Bilal Nichols DE - 55 Dante Stills DE - 95 Khyiris Tonga NT Linebacker - 51 Krys Barnes ILB - 25 Zaven Collins OLB - 52 Victor Dimukeje OLB - 45 Dennis Gardeck OLB - 43 Jesse Luketa OLB - 58 Julian Okwara OLB - 44 Owen Pappoe ILB - 54 Xavier Thomas OLB - 7 Kyzir White ILB - 2 Mack Wilson ILB Defensive Back - 3 Budda Baker SS - 32 Joey Blount SS - 13 Kei'Trel Clark CB - 30 Darren Hall CB - 16 Max Melton CB - 23 Sean Murphy-Bunting CB - 42 Dadrion Taylor-Demerson FS - 24 Starling Thomas V CB - 34 Jalen Thompson FS - 21 Garrett Williams CB Special Team - 46 Aaron Brewer LS - 12 Blake Gillikin P - 5 Matt Prater K Lista delle riserve - 75 Christian Jones T (IR-DRF) - 28 Elijah Jones CB (IR) - 17 Zay Jones WR (Sospeso) - 61 Carter O'Donnell T (IR) - 9 B.J. Ojulari OLB (IR) - 56 Darius Robinson DE (IR-DRF) - 73 Jonah Williams T (IR) Squadra di allenamento - 82 Andre Baccellia WR - 41 Markus Bailey ILB - 66 Jackson Barton T - 90 Angelo Blackson DE - 19 Anthony Brown QB - 22 Michael Carter RB - 80 Dan Chisena WR - 39 Jaden Davis CB - 78 Marquis Hayes G - 67 Charlie Heck T - 60 Keith Ismael C - 48 Jordan Murray TE - 94 P.J. Mustipher DT - 83 Tejhaun Palmer WR - 47 Bernhard Seikovits TE - 71 Luke Tenuta T - 27 Divaad Wilson CB Roster aggiornato al 14 settembre 2024 53 attivi, 7 inattivi, 16 nella squadra di allenamento |
| Legenda - I rookie sono in corsivo. - Il primo ruolo è il principale mentre gli eventuali successivi indicano i ruoli secondari. - (IR) sta per Injured Reserve ed indica la lista ristretta per un solo giocatore infortunato che può tornare ad allenarsi dopo la settimana 6 e a rientrare in prima squadra dopo che questa ha giocato 8 partite. - (NF-Inj.) / (NF-Ill.) stanno rispettivamente per Non-Football Injured e Non-Football Illness ed indicano le liste dove viene inserito un giocatore che ha un infortunio o una malattia non dipendente dal football americano. - (PUP) sta per Physically Unable to Perform ed indica la lista dove viene inserito un giocatore mentre è in attesa di recuperare la condizione fisica. Nella stagione regolare dopo la sesta partita giocata dalla propria squadra, il giocatore ha tempo tre settimane per riprendere ad allenarsi, più tre settimane aggiuntive dal suo rientro agli allenamenti per rientrare in prima squadra. |

## Precampionato
Le gare del precampionato furono annunciate il 14 maggio 2025.
| Precampionato |           |           |                    |           |        |                            |             |         |
| Settimana     | Data      | Ora (MT)  | Avversario         | Risultato | Record | Stadio                     | TV          | Sintesi |
| 1             | 9 agosto  | 7:00 p.m. | Kansas City Chiefs | V 20-17   | 1-0    | State Farm Stadium         | NFL Network | Sintesi |
| 2             | 16 agosto | 6:30 p.m. | @ Denver Broncos   | S 7-27    | 1-1    | Empower Field at Mile High | NFL Network | Sintesi |
| 3             | 23 agosto | 7:00 p.m. | Las Vegas Raiders  | -         | -      | State Farm Stadium         | NFL Network | -       |

## Stagione regolare

### Calendario
Il calendario della stagione regolare fu reso noto il 14 maggio 2025.
| Stagione regolare |                    |                    |                        |                    |                    |                       |                    |                    |
| Settimana         | Data               | Ora (MT)           | Avversario             | Risultato          | Record             | Stadio                | TV                 | Sintesi            |
| 1                 | 7 settembre        | 10:00 a.m.         | @ New Orleans Saints   | -                  | -                  | Caesars Superdome     | CBS                | -                  |
| 2                 | 14 settembre       | 1:00 p.m.          | Carolina Panthers      | -                  | -                  | State Farm Stadium    | CBS                | -                  |
| 3                 | 21 settembre       | 1:25 p.m.          | @ San Francisco 49ers  | -                  | -                  | Levi's Stadium        | Fox                | -                  |
| 4                 | 25 settembre       | 5:15 p.m.          | Seattle Seahawks (T)   | -                  | -                  | State Farm Stadium    | Prime Video        | -                  |
| 5                 | 5 ottobre          | 1:05 p.m.          | Tennessee Titans       | -                  | -                  | State Farm Stadium    | CBS                | -                  |
| 6                 | 12 ottobre         | 10:00 a.m.         | @ Indianapolis Colts   | -                  | -                  | Lucas Oil Stadium     | Fox                | -                  |
| 7                 | 19 ottobre         | 1:25 p.m.          | Green Bay Packers      | -                  | -                  | State Farm Stadium    | Fox                | -                  |
| 8                 | Settimana di pausa | Settimana di pausa | Settimana di pausa     | Settimana di pausa | Settimana di pausa | Settimana di pausa    | Settimana di pausa | Settimana di pausa |
| 9                 | 3 novembre         | 6:15 p.m.          | @ Dallas Cowboys (M)   | -                  | -                  | AT&T Stadium          | ESPN/ABC           | -                  |
| 10                | 9 novembre         | 2:05 p.m.          | @ Seattle Seahawks     | -                  | -                  | Lumen Field           | CBS                | -                  |
| 11                | 16 novembre        | 2:05 p.m.          | San Francisco 49ers    | -                  | -                  | State Farm Stadium    | CBS                | -                  |
| 12                | 23 novembre        | 2:05 p.m.          | Jacksonville Jaguars   | -                  | -                  | State Farm Stadium    | Fox                | -                  |
| 13                | 30 novembre        | 11:00 a.m.         | @ Tampa Bay Buccaneers | -                  | -                  | Raymond James Stadium | Fox                | -                  |
| 14                | 7 dicembre         | 2:25 p.m.          | Los Angeles Rams       | -                  | -                  | State Farm Stadium    | Fox                | -                  |
| 15                | 14 dicembre        | 11:00 a.m.         | @ Houston Texans       | -                  | -                  | NRG Stadium           | Fox                | -                  |
| 16                | 21 dicembre        | 2:05 p.m.          | Atlanta Falcons        | -                  | -                  | State Farm Stadium    | Fox                | -                  |
| 17                | 27/28 dicembre     | Da def.            | @ Cincinnati Bengals   | -                  | -                  | Paycor Stadium        | Da def.            | -                  |
| 18                | 3/4 gennaio        | Da def.            | @ Los Angeles Rams     | -                  | -                  | SoFi Stadium          | Da def.            | -                  |

Note:
- Gli avversari della propria division sono in grassetto.
- Il simbolo "@" indica una partita giocata in trasferta.
- (M) indica il Monday Night Football e (T) il Thursday Night Football.
- Dall'undicesimo al diciassettesimo turno si adotta una programmazione flessibile: le partite programmate per il Sunday Night Football, il Monday Night Football e il Thursday Night Football sono programmate in via provvisoria e sono eventualmente soggette a modifiche.
- Data e orario della gara del diciottesimo turno saranno stabilite dopo lo svolgimento del diciassettesimo turno.